# 乌石镇 (资溪县)
乌石镇，是中华人民共和国江西省抚州市资溪县下辖的一个乡镇级行政单位。

## 行政区划
乌石镇下辖以下地区：
乌石镇社区、横山村、陈坊村、草坪村、长源村、茂林村、余家边村、乌石村、关刀山村、桐埠村、新月村、上株溪村、下株溪村、株溪林场生活区和陈坊林场生活区。